# 柴茨-奥特维希
柴茨-奥特维希（德語：Zschaitz-Ottewig）是德国萨克森州的市镇，隶属于中萨克森县。总面积为18.26平方千米，截至2022年12月31日总人口为1,298人。